# Lapalisse
Lapalisse [lapaˈlis] ist eine französische Stadt und Gemeinde mit 3127 Einwohnern (Stand 1. Januar 2022) im Département Allier in der Region Auvergne-Rhône-Alpes. Sie ist Teil des Arrondissement Vichy und Sitz des Gemeindeverbandes Pays de Lapalisse.

## Geografie

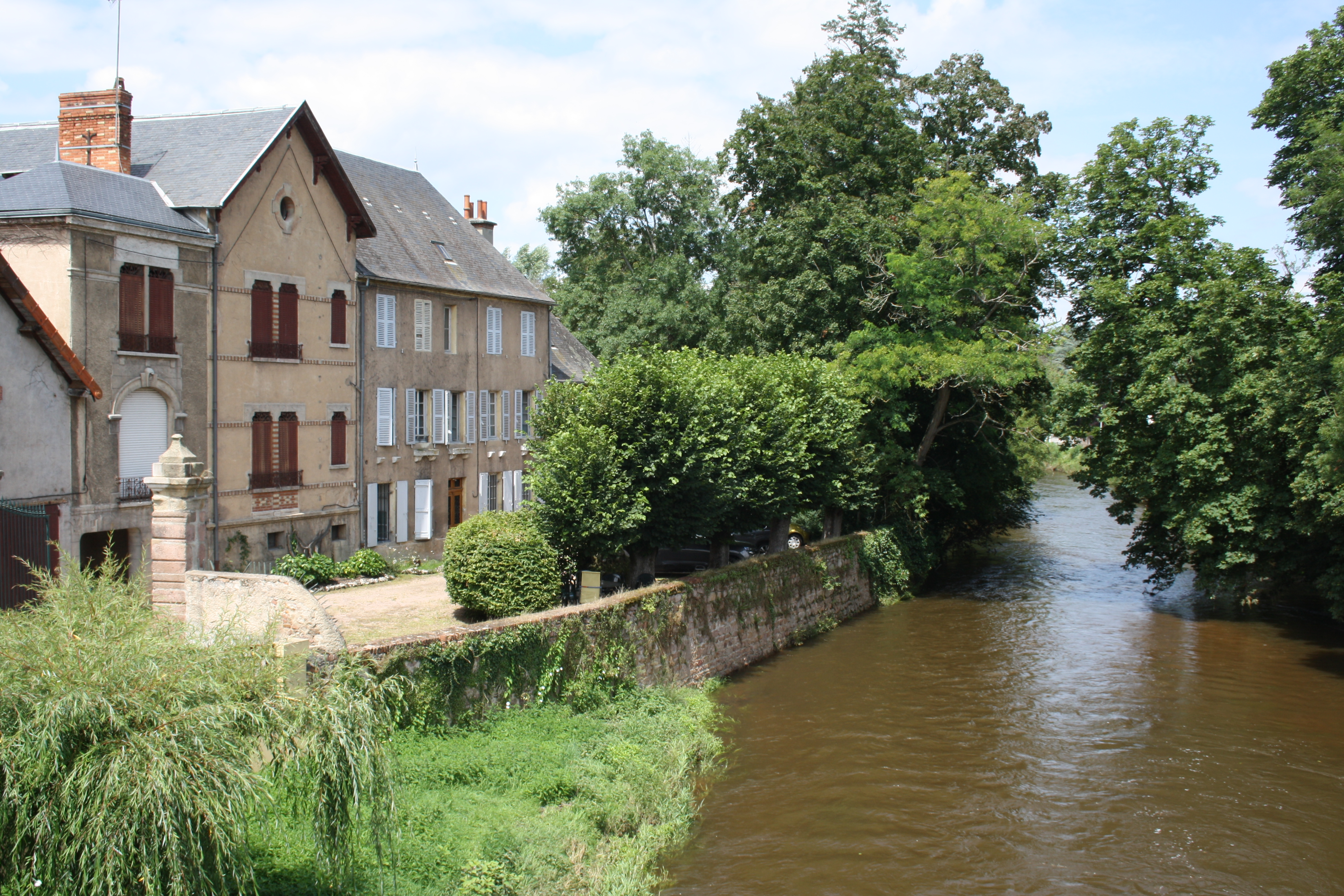
Die Besbre in Lapalisse

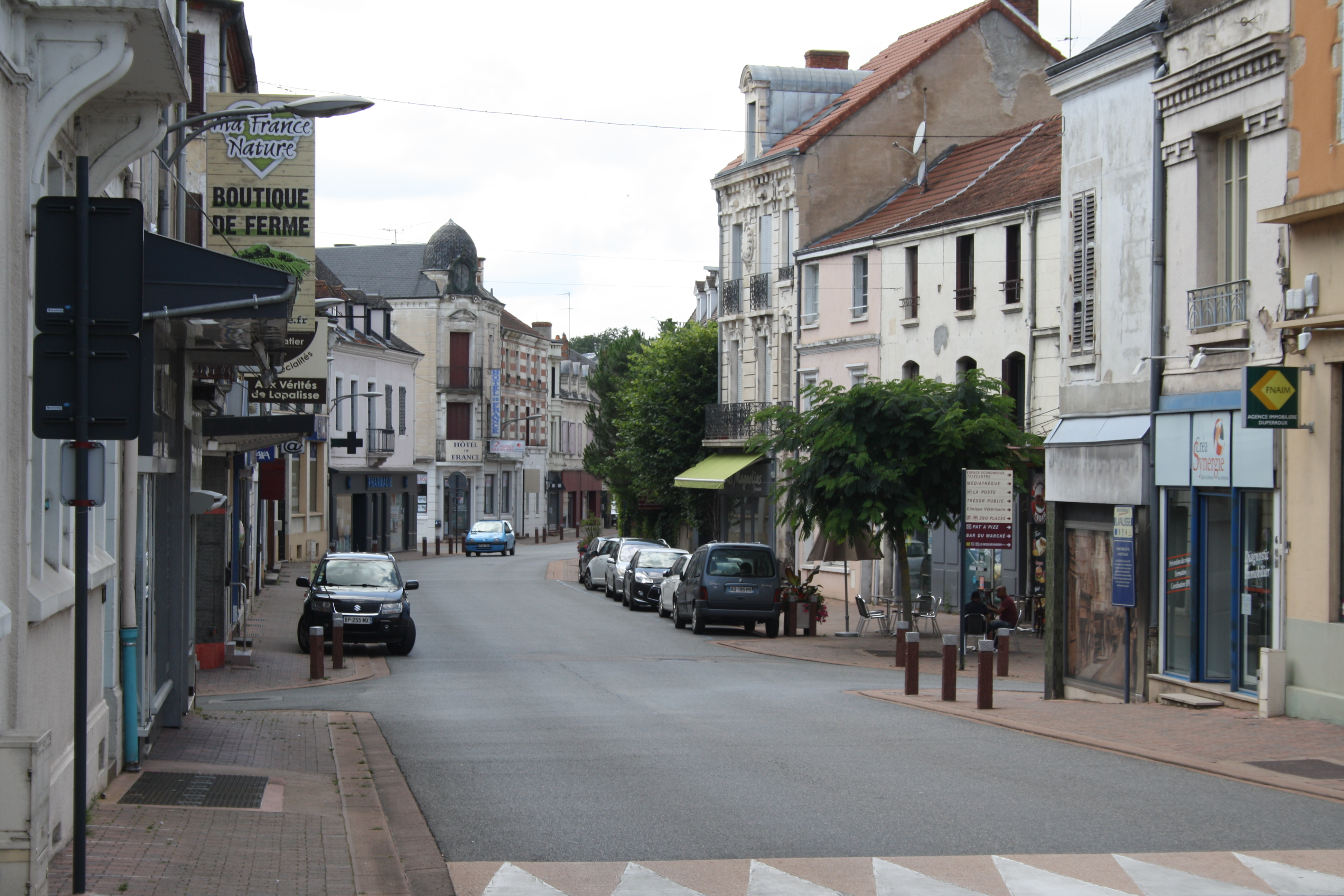
Hauptstraße Rue Président Roosevelt

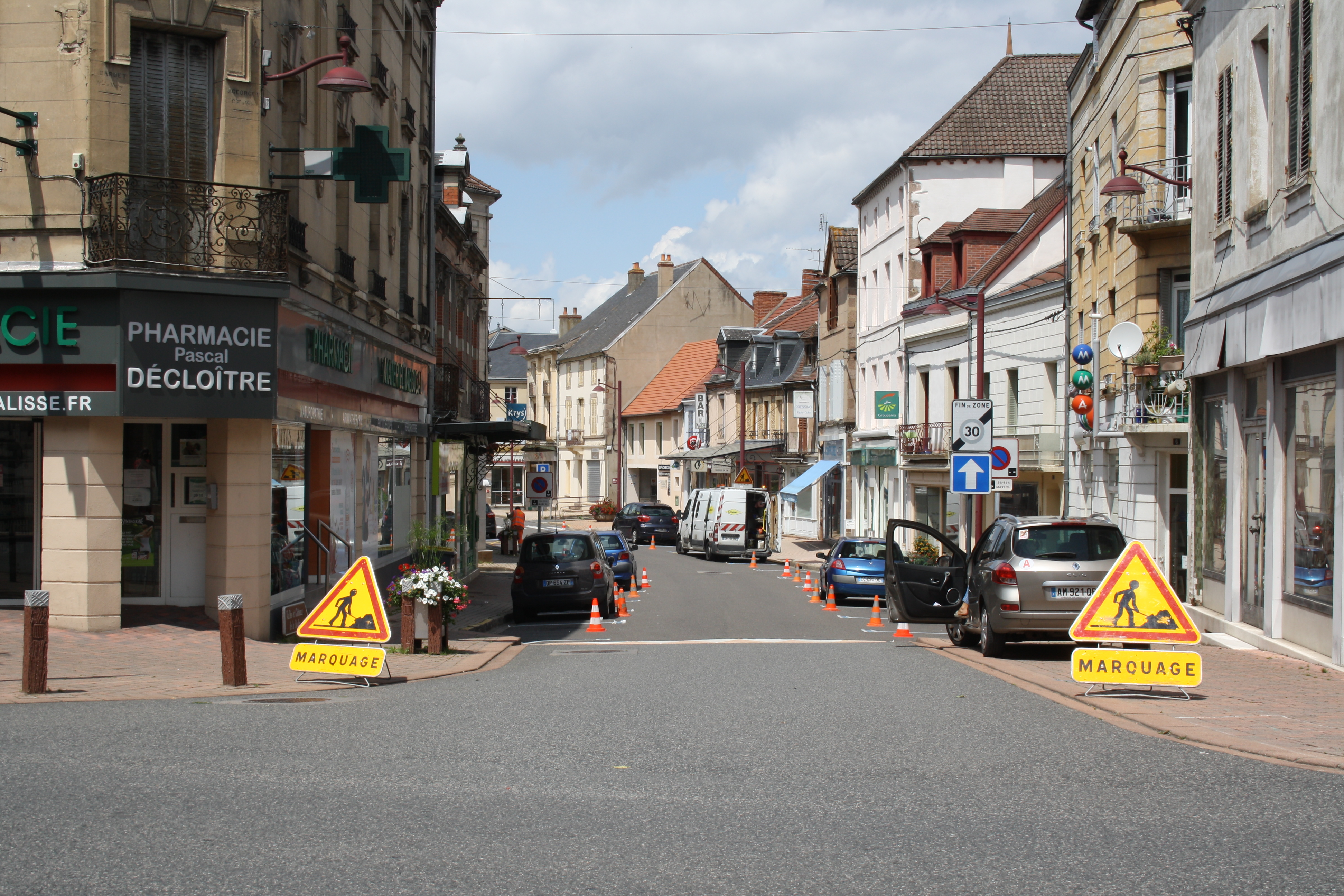
Rue Winston Churchill

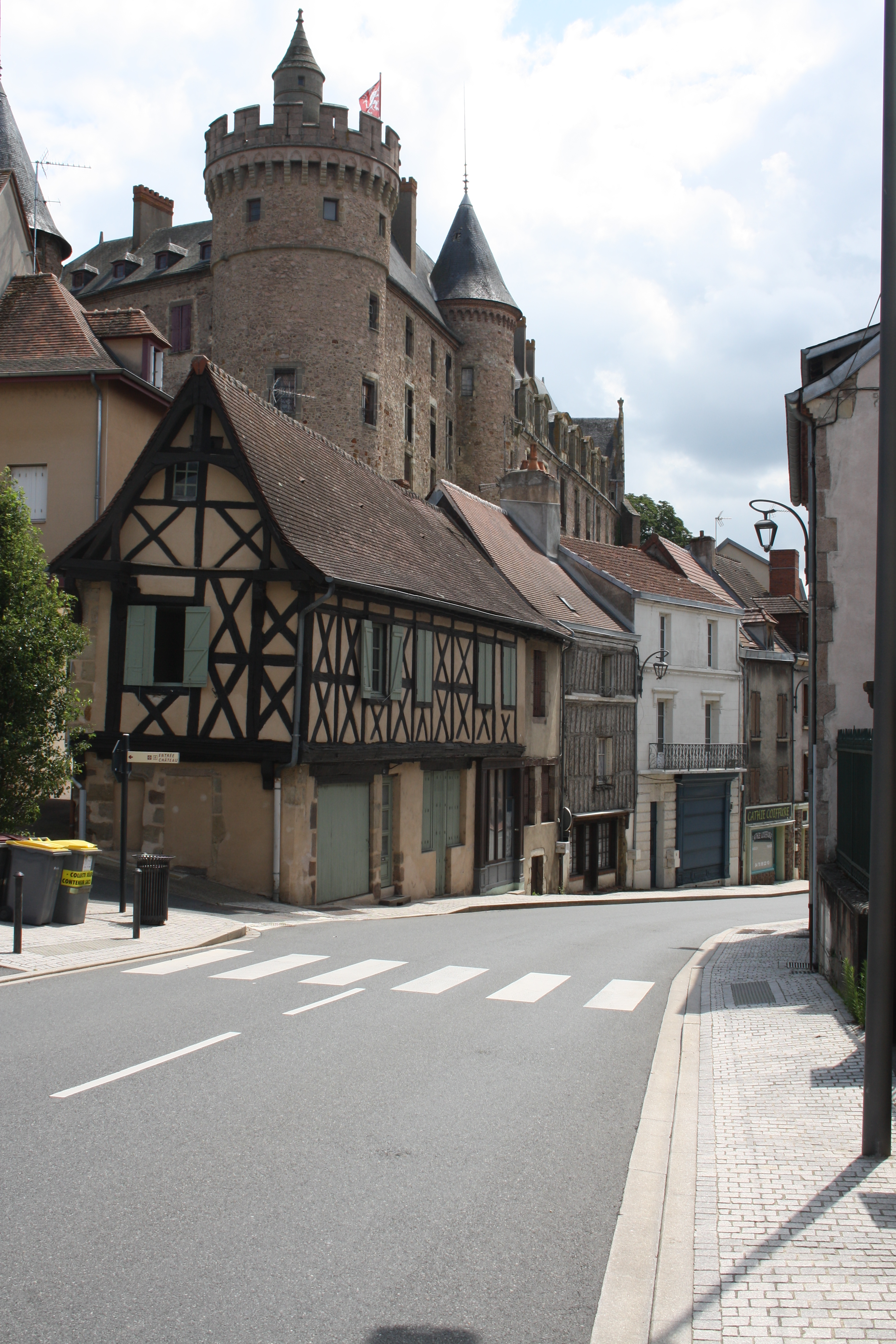
Rue du Commerce

Die Gemeinde liegt an der Besbre, etwa 20 Kilometer nordöstlich von Vichy. Das Ortsbild wird vom Schloss Lapalisse beherrscht.

## Geschichte
Erste Spuren eines Orts namens Lubié oder Lubillet reichen in die gallorömische Zeit zurück, als dort eine Töpferei existierte.
Im Jahr 1736 erhob sich die Einwohner Lapalisses gegen die Salzsteuer, die Steuereintreiber wurden angegriffen und mussten über die Dächer fliehen. Nach dem Staatsstreich vom 2. Dezember 1851 bemächtigten sich Einwohner dreier benachbarter Kantone der kleinen Stadt, um die Republik zu verteidigen, wobei ein Gendarm getötet wurde. Ein Denkmal für die Opfer der folgenden schweren Repression wurde am Boulevard de l′Hôtel de Ville errichtet.
Bis zum 24. August 1941 war Lapalisse Hauptort des gleichnamigen Arrondissements.

### Bevölkerungsentwicklung
| Jahr                       | 1962 | 1968 | 1975 | 1982 | 1990 | 1999 | 2006 | 2016 | 2019 |
| Einwohner                  | 3349 | 3528 | 3605 | 3553 | 3603 | 3332 | 3217 | 3105 | 3144 |
| Quellen: Cassini und INSEE |      |      |      |      |      |      |      |      |      |

## Sehenswürdigkeiten
- Schloss La Palice, 12.–16. Jahrhundert (Frührenaissance), mit Goldenem Salon und flämischen Tapisserien des 15. Jahrhunderts; mit Gemälden und Originalmöbeln im Stil der italienischen Renaissance, Monument historique[2]
- Musée de l’Art en Marche
- Exposition des Drapeaux des Nations
- Vallée de la Besbre, naturbelassenes, heckenreiches Flusstal der mäandernden, fischreichen Besbre
- Kirche Saint Jean Baptiste (19. Jahrhundert)

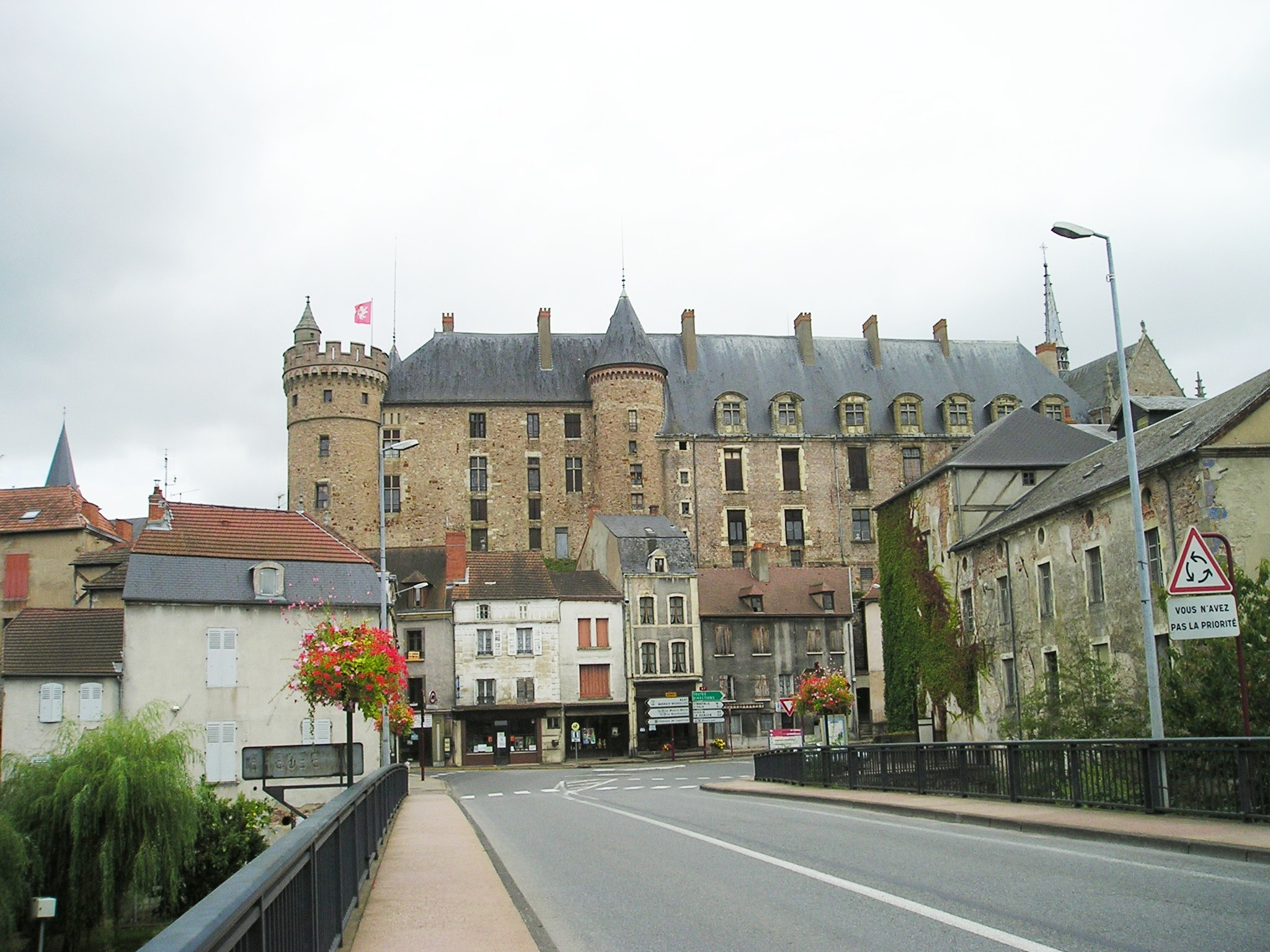
Schloss La Palice, Vorderfront (2008)
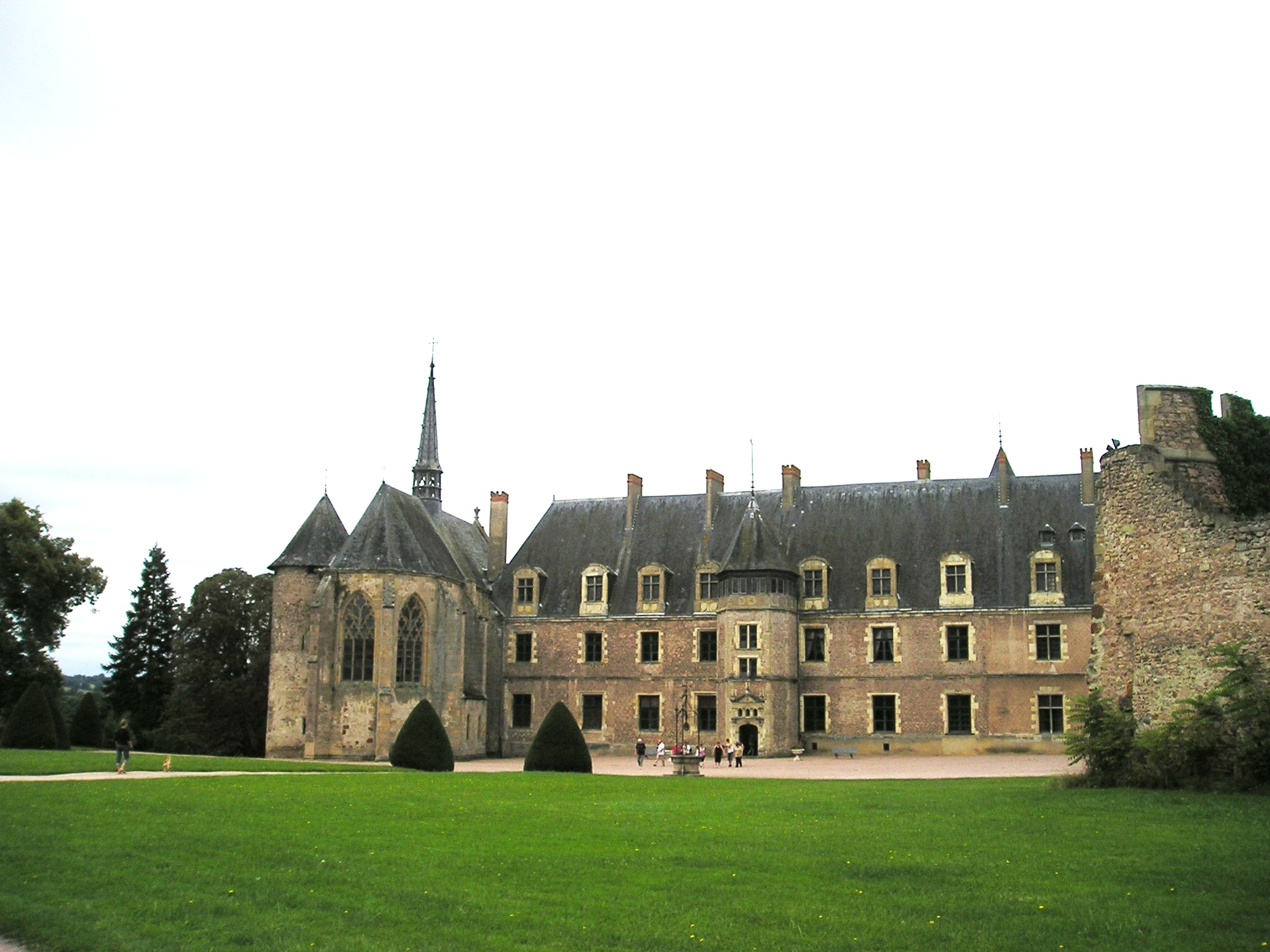
Rückseite des Schlosses
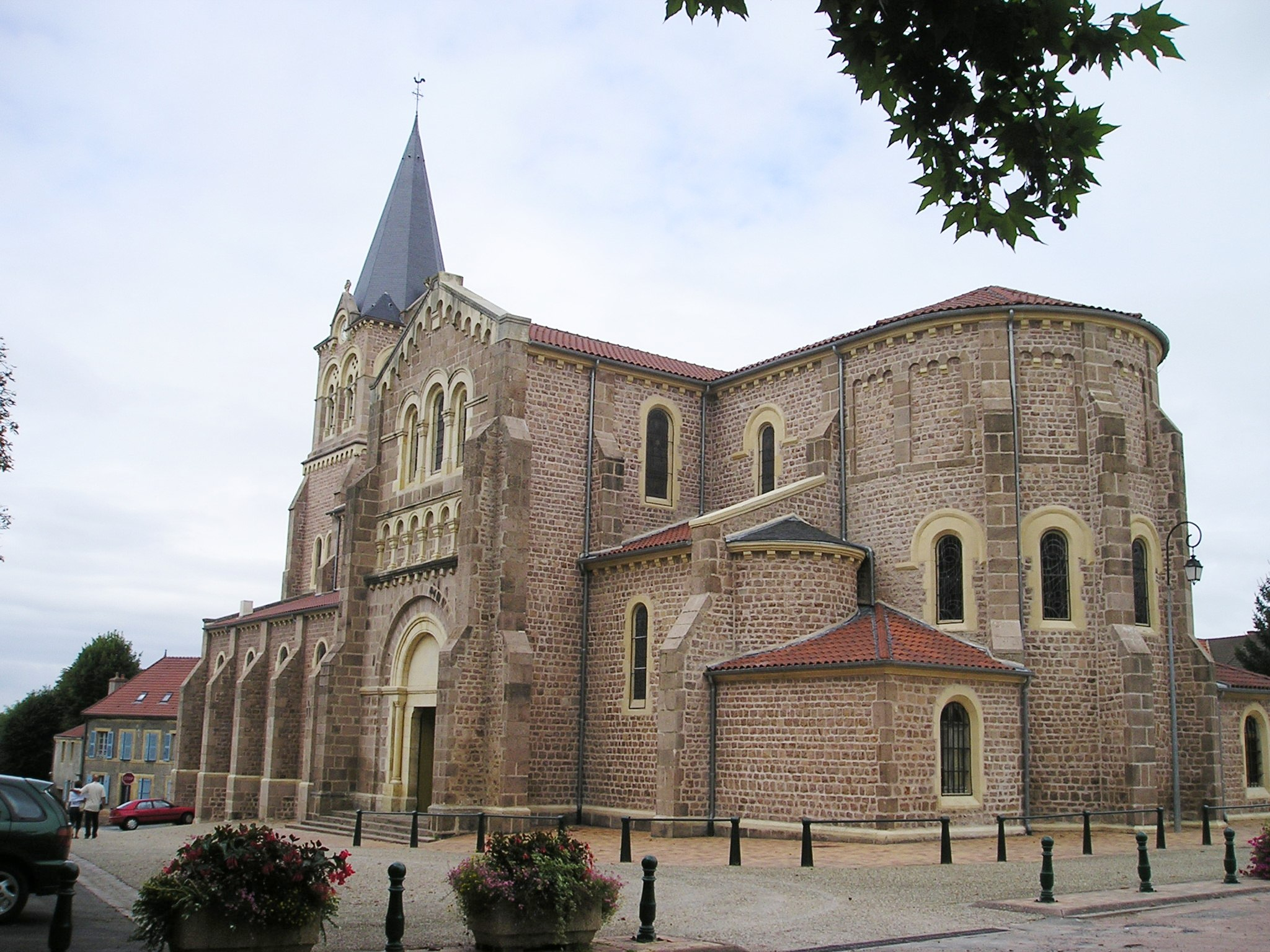
Kirche Saint Jean Baptiste
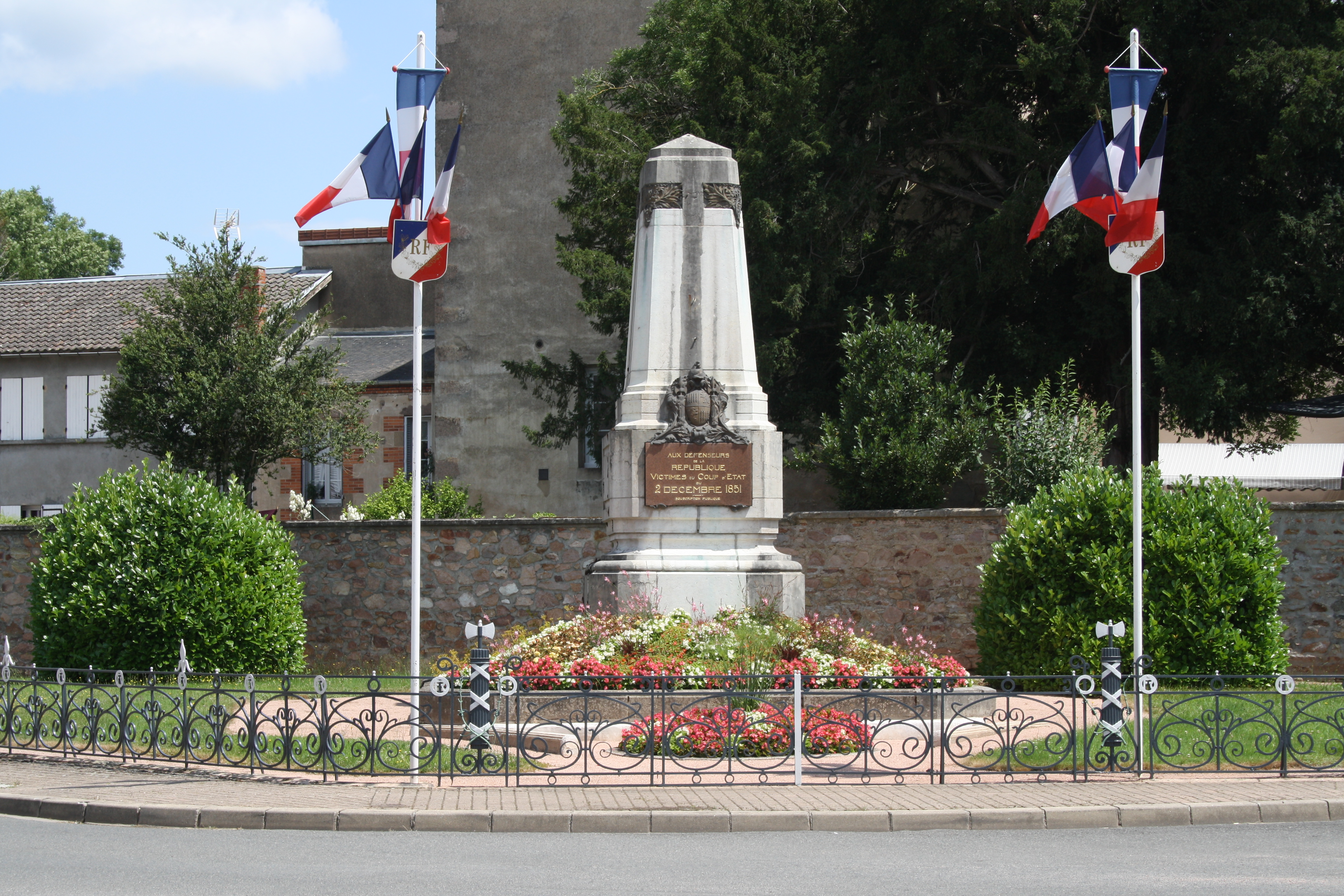
Denkmal für die Opfer des Staatsstreichs von 1851

## Verkehr
Lapalisse liegt an der Nationalstraße N 7, die die Bebauung heute südwestlich umgeht. Ursprünglich führte sie von Westen her durch den Ort und bog nach der Brücke über die Besbre nach Süden ab. Die alte Trasse trägt heute die Bezeichnung D 707. Diese Verbindung von Paris zur Côte d’Azur wurde ab 1933 als „Route bleue“ bezeichnet. In Lapalisse beginnen zudem die Departementsstraßen D 7, D 48, D 124, D 208, D 480, D 907 und D 990a.
Nächster Bahnhof ist Lapalisse–Saint-Prix an der zweigleisigen, nicht elektrifizierten Hauptbahn Moret-Veneux-les-Sablons–Lyon-Perrache, knapp südlich der Gemeindegrenze gelegen und von der Ortsmitte ca. drei Kilometer entfernt. Am 13. Juni 1857 wurde er von der Eisenbahngesellschaft Compagnie des chemins de fer de Paris à Lyon et à la Méditerranée (P.L.M.) eröffnet, die 1938 in der Staatsbahn SNCF aufging. Ende 2006 wurde er für den Personenverkehr geschlossen, seitdem passieren ihn sämtliche Züge ohne Halt.

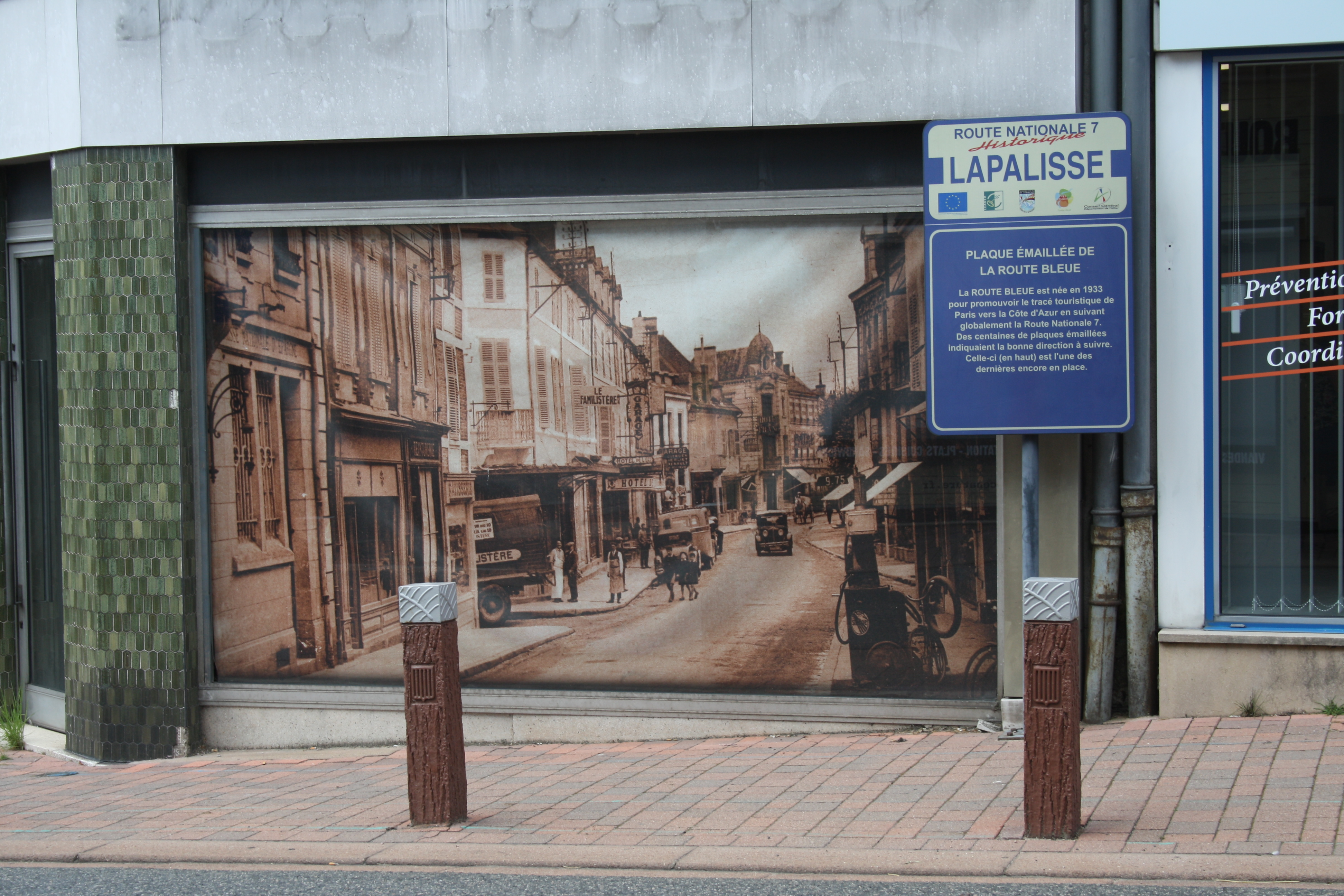
„Route bleue“ in Lapalisse
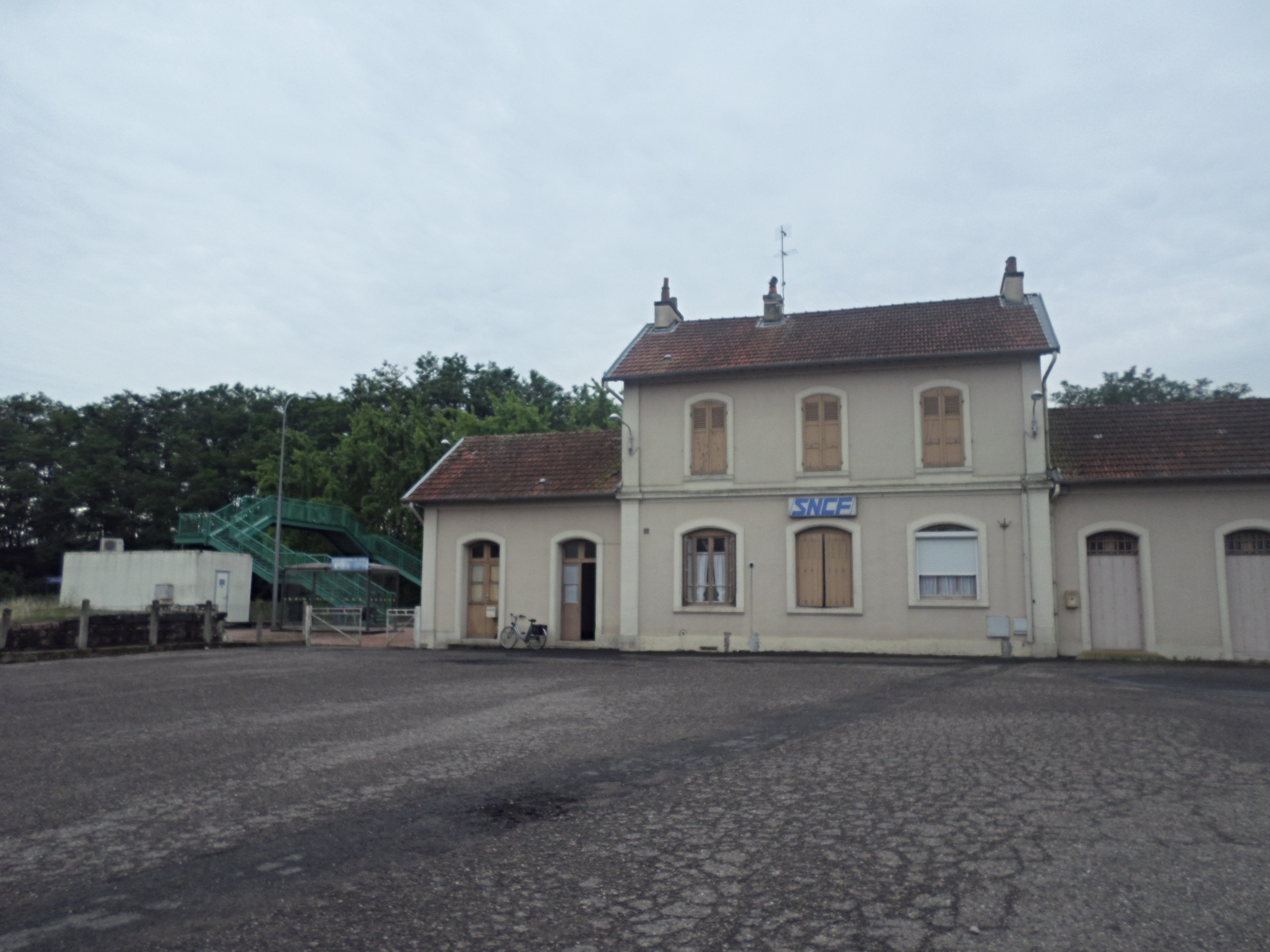
Bahnhof Lapalisse–Saint-Prix

## Persönlichkeiten
- Émile Bourdon (1884–1974), Organist und Komponist
- Louis-Simon Dereure (1838–1900), Mitglied der I. Internationale und des Rates der Pariser Kommune
- Jeanne Labourbe (1877–1919), Kommunistin
- Claude Montal (1800–1865), Klavierbauer

## Sonstiges
- Eine „Lapalissade“ ist im französischen Sprachgebrauch ein Ausdruck für eine Binsenwahrheit, was sich auf Anekdoten aus der Stadtgeschichte bezieht.